# Walanżyn
| System                         | Oddział  | Piętro    | Wiek (mln lat) |
| ------------------------------ | -------- | --------- | -------------- |
| Paleogen                       | Paleocen | Dan       | młodsze        |
| Kreda                          | Górna    | Mastrycht | 66,0–72,1      |
| Kreda                          | Górna    | Kampan    | 72,1–83,6      |
| Kreda                          | Górna    | Santon    | 83,6–86,3      |
| Kreda                          | Górna    | Koniak    | 86,3–89,8      |
| Kreda                          | Górna    | Turon     | 89,8–93,9      |
| Kreda                          | Górna    | Cenoman   | 93,9–100,5     |
| Kreda                          | Dolna    | Alb       | 100,5–113,0    |
| Kreda                          | Dolna    | Apt       | 113,0–125,0    |
| Kreda                          | Dolna    | Barrem    | 125,0–129,4    |
| Kreda                          | Dolna    | Hoteryw   | 129,4–132,9    |
| Kreda                          | Dolna    | Walanżyn  | 132,9–139,8    |
| Kreda                          | Dolna    | Berrias   | 139,8–145,0    |
| Jura                           | Górna    | Tyton     | starsze        |
| Podział według IUGS, luty 2017 |          |           |                |

Walanżyn (ang. Valanginian)
- w sensie geochronologicznym – drugi wiek wczesnej kredy, trwający około 6,9 milionów lat (od ok. 139,8 do ok. 132,9 mln lat temu). Walanżyn jest młodszy od berriasu, a starszy od hoterywu.

- w sensie chronostratygraficznym – drugie piętro dolnej kredy w eratemie mezozoicznym, wyższe od berriasu a niższe od hoterywu. Stratotyp dolnej granicy walanżynu nie jest jeszcze zatwierdzony przez ICS. Dolną granicę wyznacza najniższe wystąpienie kalpionelli Calpionellites darderi.

Nazwa piętra (wieku) pochodzi od miejscowości Valangin w zachodniej Szwajcarii.

## Fauna walanżynu

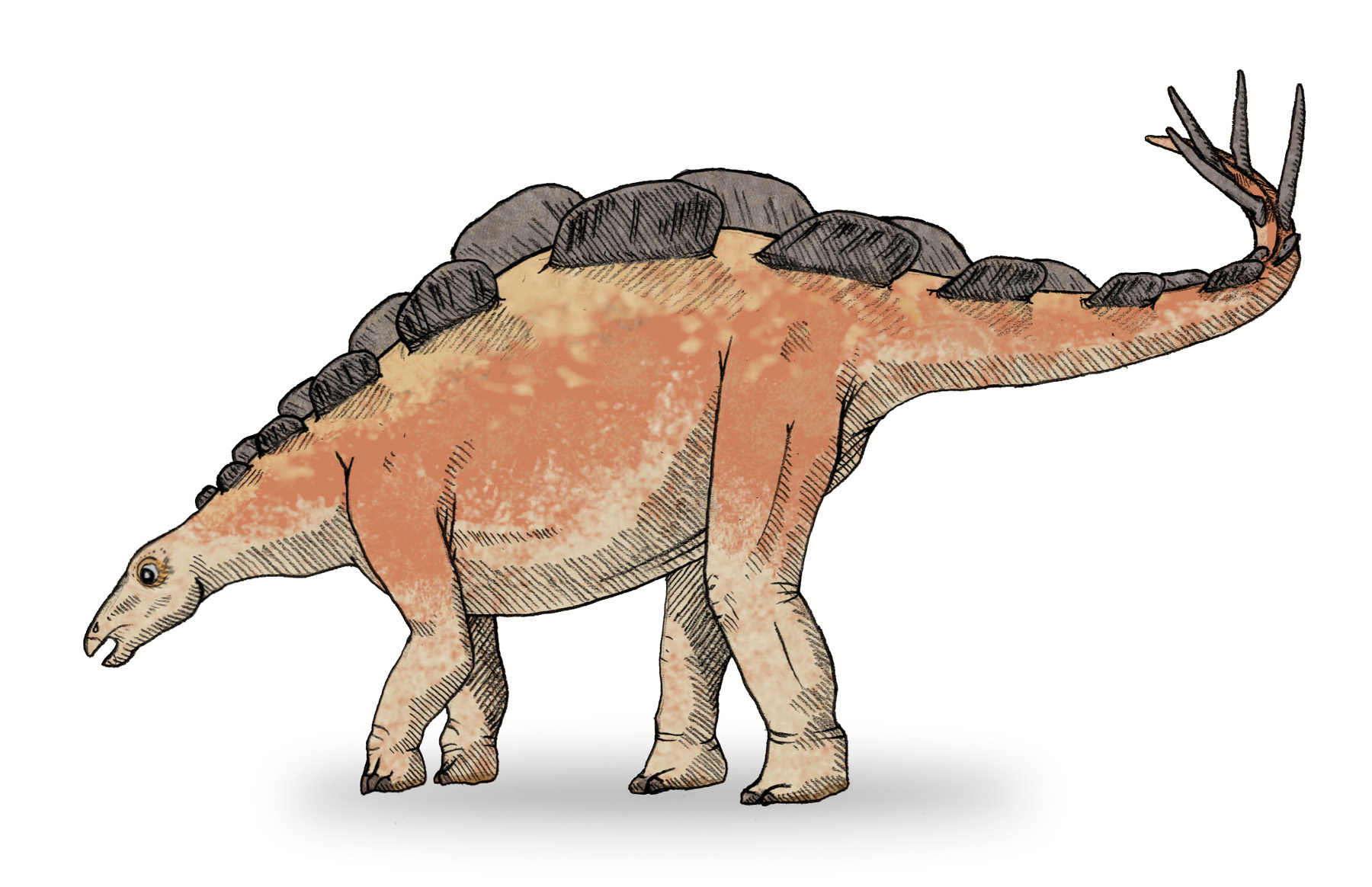
Wuerhozaur

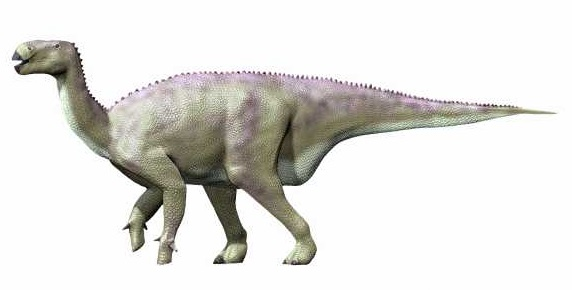
Iguanodon

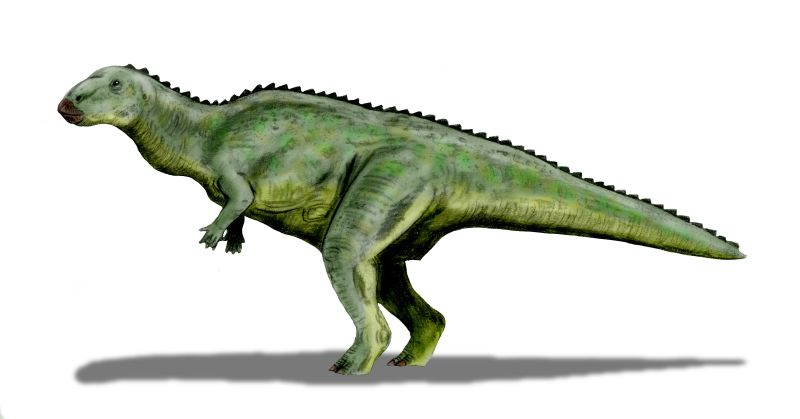
Lanzhousaurus

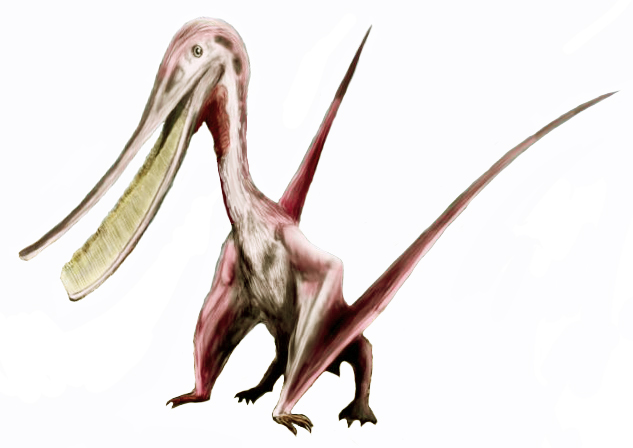
Pterodaustro

Nazwy stworzeń ograniczonych do opisywanego piętra pogrubiono.

### Ptaki
- ? Gallornis – Francja
- ? Wyleyia – Wielka Brytania

### Nieptasieteropody
- ? Kinnareemimus – ornitomimozaur; Tajlandia
- ? nkwebazaur – celurozaur; RPA
- ? fedrolozaur – tetanur; Chiny

### Zauropody
- ? algoazaur – RPA
- ? ksenoposejdon – Wielka Brytania

### Ankylozaury
- Hyleozaur – ankylozaur; Wielka Brytania

### Stegozaury
- ? kraterozaur – stegozaur, Wielka Brytania
- parantodon – stegozaur; RPA
- wuerhozaur – stegozaur; Chiny

### Ornitopody
- Fulguroterium – hipsylofodon; Australia
- Iguanodon – iguanodon; Wielka Brytania, Niemcy, Belgia, Hiszpania, Rumunia, Mongolia[1], ? USA[2]
- Kangnazaur – iguanodon; RPA
- Lanzhousaurus – iguanodon; Chiny
- waldozaur – iguanodon; Wielka Brytania

### Pterozaury
- Lonchodectes – pterodaktyl; Wielka Brytania
- Pterodaustro – pterodaktyl; Argentyna, Chile

### Krokodylomorfy
- Dakosaurus lapparenti
- Enaliosuchus – Thalattosuchia; Francja, Niemcy
- Machimosaurus